# Гронінген (газове родовище)

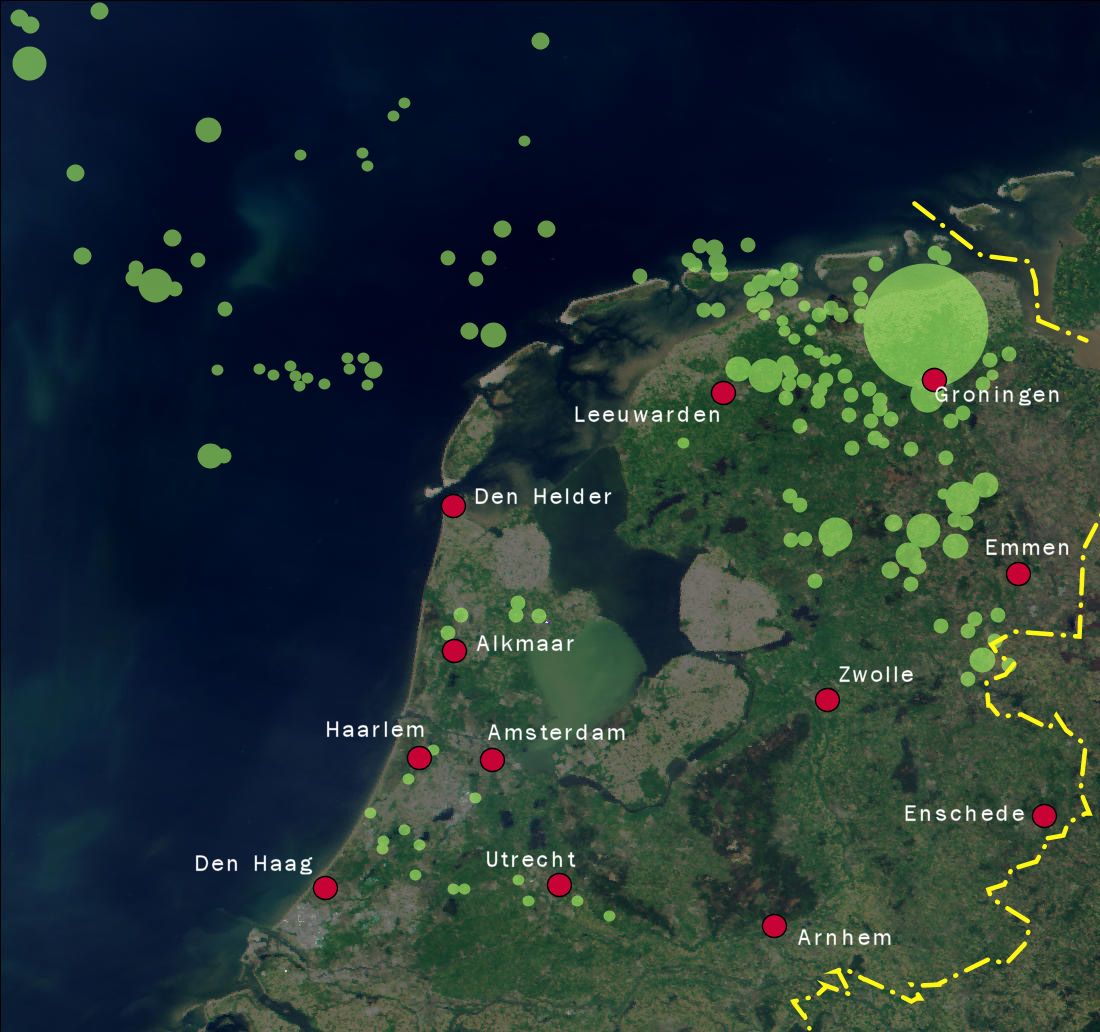
Карта газових родовищ Нідерландів

Гронінген (Groningen) — газове родовище в Нідерландах, поблизу Слохтерена в провінції Гронінген (узбережжя Північного моря). Унікальне за запасами газу. 

## Історія
Відкрите 1959 року, розробляється з 1962 компанією “NAM".
1 жовтня 2023 року, як повідомив громадський мовник RTV Noord, видобуток на найбільшому в Європі Гронінгенському газовому родовищі —  зупинений.
16 квітня 2024 року Сенат Нідерландів офіційно вирішив припинити видобуток на Гронінгенському газовому родовищі. Рішення прийнято незважаючи на юридичні оскарження з боку Shell та ExxonMobil.

## Характеристика
Добувні запаси з моменту відкриття неодноразово переоцінювали. Станом на 1967 рік їх оцінювали в 2 000 млрд м3, фінально — у 2800 млрд м3. Експерти оцінюють родовище як третє за запасами у світі. Входить до Центральноєвропейського нафтогазоносного басейну. Приурочене до антиклінальної складки розміром 22х40 км (склепіння Гронінген). Поклад пластовий, склепінчастий, тектонічно екранований, потужність 300 м, ГВК на відмітці 2975 м. Газоносні нижньопермські пісковики (пачка Слохтерн – червоний лежень). Поклади пластові, місцями тектонічно екрановані. Колектор ґранулярний, товщиною 100-200 м з пористістю 15-20 % і проникністю 100-1000 мД. Покришка – соленосні верхньопермські відклади (цехштейн). Початковий пластовий тиск 34,3 МПа, температура 107 °C. Склад газу (%): СН4 – 81,7; С2Н6 – 2,7; С3Н8 – 0,4; С4Н10 – 0,1, вищі – 0,2; СО2 – 0,9; N2 – 14; Не – 0,037.

## Технологія розробки
Експлуатується близько 300 свердловин в інтервалі 2590-3050 м. Річний видобуток близько 70 млрд м3.